# Kirklin (Indiana)
Kirklin – miasto w Stanach Zjednoczonych, w stanie Indiana, w hrabstwie Clinton.